# Епикур
Епикур (грч. Επίκουρος; 341—270. п. н. е.) је био антички грчки филозоф са Самоса и оснивач епикурејске школе у Атини (306). Учио је да је задовољство највише људско добро, а тражио га је у изградњи духа и неговању врлине.
Главне тачке његовог учења су Демокритов атомизам као основа физичког објашњења света, срећа и спокојство као животни идеал, одбацивање страха од гневних богова, одбојност према политичком животу и неговање пријатељства.

## Биографија
Епикур је рођен 341. п. н. е. на Самосу, од оца Неокла Атињанина и мајке Херострате. Са 14 година отпочео је учити филозофију. Први учитељ на Саму био му је платоничар Памфил, код којег четрнаестогодишњи Епикур није нашао оно што тражи. Након тога је отпутовао у Теј на малоазијској обали, где је цветала демокритска школа, у којој је упознао атомистичко учење, која ће постати основа његова материјалистичког схватања природе. Око 323/2. године п. н. е. је стигао у Атину да одслужи војну службу. Слободно време употребљавао је да слуша предавања из филозофије. По одслужењу војног рока вратио се да у Теју продужи своје студије. Као његов учитељ у Теју спомиње се демокритовац Наусифан. Међутим, Епикур је за себе тврдио да је самоук, аутодидакт. То не значи да није слушао предавања других филозофа или да није изучавао њихове списе, већ, по сведочењу Диогена Лаертија, никога није признавао за свога учитеља, нити је икада цитирао друге филозофе.
Кад је навршио тридесет и једну годину живота (310. п. н. е.), Епикур је отпочео своја предавања у Митилени на Лезбу, али се убрзо преселио у Лампсак на Хелеспонту, последње пребивалиште Анаксагоре, након прогона из Атине. Боравак у Лампсаку, средишту науке о природи, био је за развитак његове школе веома значајан, јер је ту Епикур задобио велики број присталица, који су његова предавања са заносом слушали. Метродор, Идоменеј, Леонтеј, Полијен, Колот и други Лампсачани остаће му верни пријатељи целог живота. Из Лампсака се преселио у Атину око 306. године, у време кад је она добила натраг политичку слободу. Ту је за осамдесет мина купио један врт близу Дипила, који је постао позната филозофска школа под називом Епикуров врт. С учитељем се преселио и један део ученика, а други су остали у Лампсаку. Школској заједници припадали су не само робови него и жене које су биле што жене његових ученика, на пример Темиста, жена Леонтејева, што хетере, као Леонтија, Никидија, Мамарија и друге. Чланови школе били су учитељу дубоко одани и у њему су видели неку врсту пророка. Од његових ученика најпознатији су Метралор и Хермах. Епикур је у целом свом понашању и начину живота био примеран, па су његови ученици гледали у њему више биће и дан рођења поштованог учитеља су свечано славили десетог дана месеца гамелиона још за живота његова. Његова три брата, Неокле, Хередем и Аристобул, такође су се придружили његовој школи и с њиме живели у братској слози и љубави. Само се један ученик издвојио из школе и постао њен најжешћи противник: страсни Тимократ, брат Метродоров.
Епикур је налазио једини задатак филозофије у томе да људима помогне у њиховим душевним невољама, да им разведри душу и да им за цео њихов живот обезбеди осећање среће. По месту где је Епикур држао своја предавања епикурејци су и добили име »филозофи из врта«. У својој школи Епикур је провео остали део свога живота, пуних тридесет шест година, живећи заједно са својим ученицима. Епикур је често поболевао, и стога имао времена и разлога да размишља о себи и о своме животу. При крају живота је много патио од камена у бешици, али је показао знатно самосавлађивање:
Док сам био болестан нисам ни с ким разговарао о мојим телесним боловима, а нисам о томе говорио ни онима који су долазили да ме виде; штавише, продуживао сам своја раније започета проучавања природе, а нарочито сам се бавио питањем како дух, и поред свога учешћа у покретима који погађају тело, ипак може да остане миран и да сачува добро које му је својствено. Осим тога, нисам лекарима давао прилике да се размећу својим радом, јер сам чак и тада свој живот сматрао за леп и ведар.
Преминуо је 270. године п. н. е, после четрнаестодневног боловања, у седамдесет и другој години живота. Као што дознајемо из његовог тестамента, своју кућу и имање је завештао школи.

## Учење
Епикур дефинише филозофију као »делатност која размишљањима и истраживањима остварује блажен живот« (Sext. Emp. Adv. math. XI 169). Он дели своју филозофију на три дела: канонику, физику (филозофију природе) и етику.

### Каноника
Каноника је учење по критеријумима истине и правилима (канонима) спознаје. Као што јој и име каже, каноника треба да одреди каноне, тј. норме сазнања и мерила за оно што је истинито или неистинито. Епикур гносеологију, коју зове каноником, не изграђује ради ње саме, него као увод у физику, а ову као увод у етику. Он поставља три основна ступња спознаје:
- чулни утисак,
- пролепсис (представа, антиципација) и
- осећање.

Чулно опажање објашњава као фине сличице које се откидају од предмета, изванредном лакоћом и брзином лете по ваздуху и кроз празнине улазе у наша чула, и ту изазивају одражаје спољашњег света (Д. Л. X 46 с). О истини и неистини не одлучује ум, него чулна опажања, јер:
Шта би сматрао поузданијим од чула? Зар би разум, поникао из лажних чула, могао стати насупрот чулима, кад је сав никао из њих? И ако она нису истинита, лажан је разум сав (IV 480-485) ... Ако се будеш борио против свих чулних утисака, неће ти остати ништа на што се можеш позвати при оцењивању оних опажања која проглашаваш за лажна (X 146). — Лукреције, De rerum nature
За Епикура је свака истина апостериорна, тј. на основу искуства. Варкама и заблудама не лежи порекло у чулима, него у томе што ми, кад судимо о стварима, исказе чула неправилно тумачимо. Кад неки предмет у нашој свести изазове слику као свој одражај, слика не ишчезава одмах, него остаје, и ум је упоређује с осталим сликама. Индивидуалне црте слика нестају, а у памћењу остају само црте заједничке свима сликама, општи појам као мерило истинитог и лажног.
Као треће мерило истинитог и лажног и као нужан ослонац за Епикурову теорију блаженства служи осећање. Задовољство, осећање сагласно с природом, је мерило за оно чему треба тежити, а бол, осећање супротно природи, је мерило за оно чега се треба клонити да бисмо били срећни.

### Физика
Епикур је изградио систематско учење о природи, ослањајући се на Демокритов атомизам. Полазна тачка Епикурова учења о природи јесте став да »ништа не постаје из ничега; иначе би све ствари настајале из свега, јер не би требало никаква семена« (D.L. X38) Све што постоји састоји се што од скупова, од преплитања невидљивих атома, њихова спајања, растурања и улажења у нове саставе. Целокупни свемир је производ механичког кретања најситнијих материјалних честица. Поред атома постоји и празан простор, и од тога двога састоји се цела природа. Да нема празног простора, не би могло бити ни кретања, а тиме ни настајања ни нестајања. Епикур сматра, насупрот Демокритову детерминизму и фатализму, да отклон атома представља објективну случајност унутар опште нужности и уједно могућност етичке слободе и извор целокупног стваралаштва. Ма колико то скретање било минимално и неизвесно, оно савлађује строги механизам, и омогућује у психичкој области човекову слободу избора. Епикурова замисао о скретању атома, је донекле потврђена у савременој квантној теорији.
Епикурово учење о природи произашло је из етичке тежње да из објашњавања света и живота уклони све натприродне узроке, јер су они само слика човекових страхова и ометају га у душевном спокојству. Кад упозна законе природе, човек се самим тим ослобађа страха од богова, јер природа није непријатељ човеку и све што се у њој догађа не збива се посредством богова, већ има своје сопствене природне узроке. Спознаја човека ослобађа заблуда и предрасуда, а пре свега религиозног страха. Чак се ни смрти не треба бојати и према њој можемо бити равнодушни: »Док постојимо ми, нема смрти, а кад дође смрт, тада више нема нас.«

### Етика
Основни је циљ филозофије, по Епикуру, срећа човека која је у бити идентична са задовољством.
Ми задовољство признајемо за првобитно и урођено добро, оно нам служи као полазна тачка код сваке жеље и избегавања, те к њему увек долазимо као к циљу, јер свако добро оцењујемо осећањем задовољства   као мерилом.
Епикур је сматрао да се управо угодом и неугодом опредељујемо за прихватање или одбацивање неког чина. Међутим, он је сматрао да човек не треба тражити тренутну и пролазну угоду већ трајну па је стога спознаја суштинска у откривању пута к сталној срећи. Јер само животиња живи од случаја до случаја, зачас, за дневни ужитак. Човеку разум омогућује да разматра не само садашње него и прошло и будуће. Неразуман човек живи слично животињи, препуштен је случају, увек у лову за тренутним уживањем, данас весео, сутра тужан и разочаран. Али срећа достојна човека као разумног бића нешто је друго до појединачни пријатни час, провод, непосредно краткотрајно уживање. Срећа је резултанта читавог једног живота, руковођеног разборитошћу. Управо зато, треба игнорисати пролазна добра. Највише добро је потпуна срећа, односно блаженство, које се састоји у безболности и душевном миру (атараксија).
Кад кажемо да је уживање циљ, ми не мислимо на уживање распусника, нити на гастрономска задовољства, као што то мисле неки неупућени, или они који се држе другачијих схватања, или они који су лоше расположени према нама. Наш је циљ: не патити телесно и не узнемиравати се душевно. Ни непрестане пијанке и игре, ни уживање с младићима или женама, ни уживање у риби и свему што пружа раскошна трпеза — ништа то не даје плодан живот. Њега даје разум.
Може се тврдити да висока вредност, коју је Епикур придавао спознаји, говори о сократовским елементима у његовој етици. Несебичност, одрицање и самопрегор се не заснивају на лишавању уживања — што би противречило самој људској природи — већ на томе да човек као умно биће не мора да буде условљен непосредно даним уживањима, већ да је због већег уживања у стању да се одрекне тренутног.

## Списи
Епикур је развио свој филозофски систем у многобројним списима, којих је било три стотине свитака. Најважније од његових списа забележио је Диоген Лаерћанин (X 27—28), који наводи 41 Епикурово дело. Познатији Епикурови списи су:
- О природи (опширан спис у тридесет и седам књига, од којега су очувани само одломци из II и XI књиге);
- О атомима и празном простору;
- О углу атома;
- О боговима;
- О судбини;
- О сликама;
- О музи;
- О мерилу или Канон (у ком је изложио своју гносеологију);
- О љубави;
- Шта треба бирати и чега се треба клонити (етички спис);
- Основне мисли (које садрже етичка начела, одређена да се уче напамет);
- О начинима живљења (у четири књиге);
- О правичном делању;
- О правичности и другим врлинама;
- О поклонима и захвалности;
- О краљевству;
- О сврси;
- О побожности;
- Посланица Херодоту (у којој је изложио суштину своје физике);
- Посланица Питоклу (где је изнео своју метеорологију);
- Посланица Менекеју (где је изнео основне мисли своје етике).

Неколико списа добило је имена по члановима школе, на пример:
- Аристобул,
- Хегесијанакт,
- Темиста,
- Метродор,
- Неокле,
- Полимед,
- Хередем.

Од његових списа је сачувано веома мало - у потпуности само 3 писма (о питањима физике, етике и теологије) и 40 изрека (Lyriai doxai). Већи одломци из осталих списа налазе се у библиотеци једне виле у Херкуланеуму. На српски језик Милош Н. Дурић је превео Епикурове Основне мисли, Посланицу Херодоту и Посланицу Менекеју.
Најобимнији епикурејски текст који је сачуван јесте латински спев Лукреција Кара О природи (De rerum natura) у шест књига. У I и II књизи изложена је и објашњена Епикурова физика, у III и IV његова психологија, а у V и VI његова космологија. Сам Лукретије тврди да он само преводи на латински језик филозофски систем свога учитеља: